# Marinefernmeldekommando
Das Marinefernmeldekommando war ein Fachkommando der Bundesmarine, das für alle Angelegenheiten des Fernmeldedienstes und der Ortung zuständig war. Ihm unterstanden Schulen und Versuchsstellen des Fernmelde- und Ortungsdienstes.

## Geschichte
Das Marinefernmeldekommando wurde am 1. Juni 1956 in Wilhelmshaven aufgestellt und unterstand dem Kommando der Marineausbildung. Im Zuge einer Umgliederung der Marine wurde es ab 1. Februar 1962 dem neu aufgestellten Zentralen Marinekommando zugeordnet und in Kommando des Marineführungsdienstes umbenannt. Bei einer weiteren Umgliederung wurde es am 1. Oktober 1965 als Inspektion des Marineführungsdienstes in das neu aufgestellte Marineamt eingegliedert.
Dabei wurden alle Inspektionen einschließlich der Inspektion des Marineführungsdienstes aufgelöst und ihre Aufgaben auf die Abteilungen Marineausbildung und Marinerüstung aufgeteilt.

## Unterstellte Dienststellen
Dem Marinefernmeldekommando waren die für den Fernmelde- und den Ortungsdienst zuständigen Schulen und Versuchsstellen unterstellt:
- Marinefernmeldeschule in Flensburg-Mürwik
- Marinefernmeldeversuchsstelle in Flensburg-Mürwik[1]
- Marineortungsschule in Bremerhaven
- Marine-Ortungsversuchsstelle in Bremerhaven

## Kommandeure
- Korvettenkapitän Joachim Skibowski: Juni/Juli 1956 mit der Aufstellung beauftragt
- Korvettenkapitän Emil Roesen: von Juli 1956 bis Februar 1957 als Chef des Stabes mit der Aufstellung beauftragt
- Kapitän zur See Gerd Stöve: von Februar 1957 bis September 1964
- Fregattenkapitän Gerhard Meyering: von Oktober 1964 bis September 1965

## Chefs des Stabes
- Korvettenkapitän/Fregattenkapitän Emil Roesen: von Juli 1956 bis Mai 1958
- Fregattenkapitän Robert Kopp: von Mai 1958 bis März 1963
- Fregattenkapitän Gerhard Meyering: von April 1963 bis September 1964, anschließend Kommandeur
- Fregattenkapitän Kurt Seizinger: von Oktober 1964 bis Juli 1965
- Fregattenkapitän Dietrich Hecht: von Juli 1965 bis September 1965